# Talcy (grad)
Posest je 1517 kupil Florentinec Salviati, sicer v službi Franca I.  Gospod Beaugencyjski mu je dovolil utrditi grad, če se odreče sinjorskim pravicam. Ni znano, ali je Salviati donžon le obnovil ali pozidal na novo ter ali je on obzidal dvorišče v slogu, ki je viden še danes. Grad je znan po pesnikih, ki so opevali tamkajšnje gospodične: Pierre de Ronsard je opeval Salviatijevo hčer Cassandre, Agrippa d' Aubigné pa Cassandrino nečakinjo Diane. 